# Tina Ruland

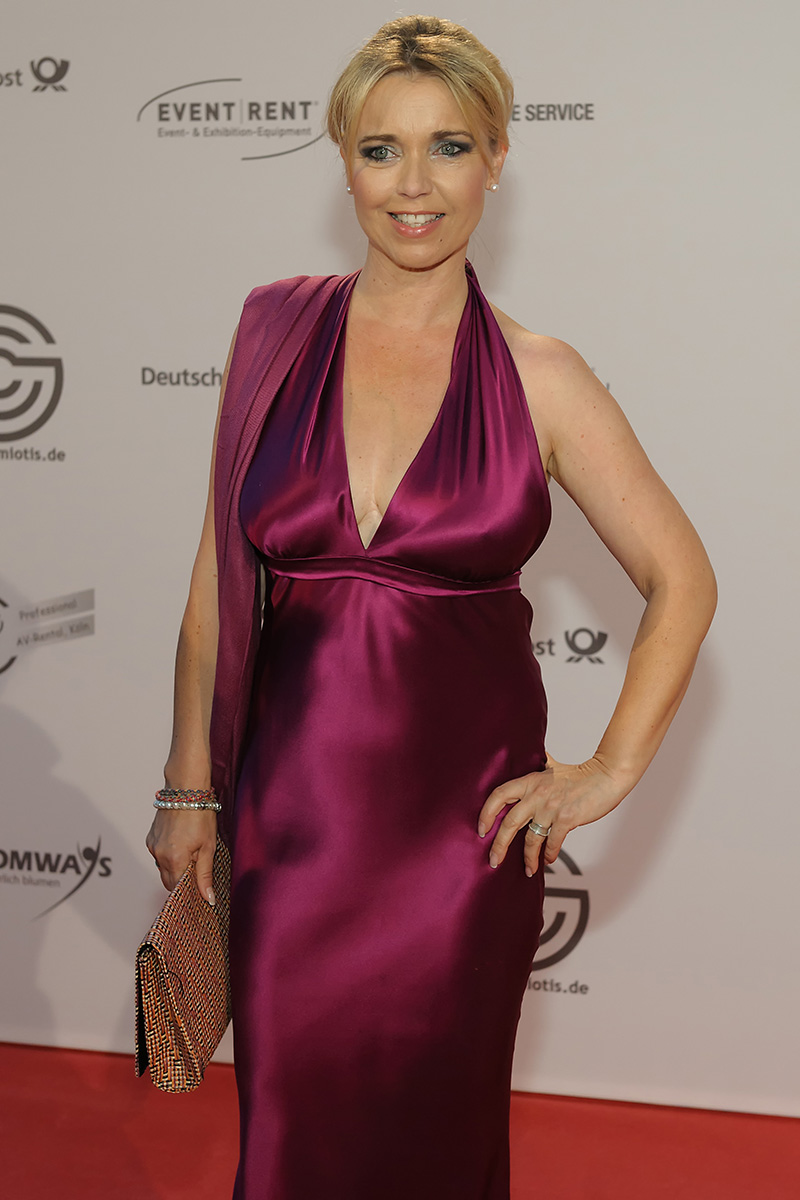
Tina Ruland auf der 21. UNESCO Charity Gala in Düsseldorf, 2012

Bettina „Tina“ Ruland (* 9. Oktober 1966 in Köln) ist eine deutsche Schauspielerin. Ihren Durchbruch hatte sie 1991 als Friseurin „Uschi“ in der Actionkomödie Manta Manta.

## Leben
Rulands Vater arbeitete bei Mercedes, ihre Mutter an einer Telefonvermittlungsstelle. Ruland wuchs mit einer älteren Schwester auf, besuchte zunächst das Kaiserin-Theophanu-Gymnasium in Köln-Kalk und wechselte dann zum Johann-Gottfried-Herder-Gymnasium in Köln-Buchheim. Hier absolvierte sie im Jahr 1987 das Abitur, anschließend eine Ausbildung als Kauffrau in der Grundstücks- und Wohnungswirtschaft an der Berufsschule in Ratingen-Hösel.
Ruland war vor ihrer Film- und Fernsehkarriere im März 1988 „Playmate des Monats“ im Männermagazin Playboy. Danach erschien sie auf dem Cover der Ausgabe vom Mai 1989 sowie auf dem Cover wie in Fotoserien in den Playboy-Heften vom September 1995 und Oktober 2013.
Ihren ersten Auftritt im Fernsehen hatte Ruland im Oktober 1988 als Hintergrundsängerin der Band Bad Boys Blue in der ZDF-Hitparade mit dem Song A World Without You. Im November 1989 war sie in der Musiksendung Die Spielbude zu sehen.
Ruland spielte in über 70 Film- und Fernsehproduktionen (Stand: 2023). Ihr Schauspieldebüt hatte sie 1991 in einer Episode der Fernsehserie Die lieben Verwandten unter der Regie von Michael Pfleghar. Im selben Jahr folgte ihr Durchbruch als Friseurin ‚Uschi‘ an der Seite von Til Schweiger in der Actionkomödie Manta Manta. Seitdem sah man sie hauptsächlich in Fernsehfilmen, -serien und -reihen. Von 1993 bis 1998 spielte sie neben Sabine Postel als Stabsärztin Henrietta „Jenny“ Schefer eine durchgehende Hauptrolle in der ARD-Familienserie Nicht von schlechten Eltern. 1996 und 1997 wurde sie von dem tschechischen Regisseur Václav Vorlíček in dessen Märchenfilmen Das Zauberbuch und Der Feuervogel in der Rolle der Prinzessin besetzt. 2001 war sie in Ulrich Königs Marlene-Faro-Romanverfilmung Frauen, die Prosecco trinken an der Seite von Hardy Krüger junior als erfolgreiche junge Journalistin „Flora Krippendorf“ in der Hauptrolle zu sehen und übernahm in dem Jahr neben Ralf Bauer als Alexandra Schütte eine durchgehende Serienhauptrolle in der zwölfteiligen ZDF-Serie Drehkreuz Airport. Von 2015 bis 2016 spielte sie eine weitere Hauptrolle in der achtteiligen Krimiserie Matterns Revier. 2023 übernahm sie unter der Regie von Til Schweiger erneut ihre Erfolgrolle der Friseurin ‚Uschi‘ in der Filmfortsetzung Manta Manta – Zwoter Teil auf der Kinoleinwand.
2018 nahm Ruland an der Seite des Profitänzers Vadim Garbuzov an der 11. Staffel der RTL-Show Let’s Dance teil und schied in der ersten Runde aus. 2022 belegte sie in der 15. Staffel von Ich bin ein Star – Holt mich hier raus! den achten Platz.
Bei den Dreharbeiten zu Der Feuervogel lernte Ruland den Schauspieler und Synchronsprecher Manou Lubowski kennen, mit dem sie von 1997 bis 2001 liiert war. Mit ihrem Lebensgefährten von 2003 bis 2006, dem deutsch-marokkanischen Unternehmer Alain Rahmoune, bekam sie einen Sohn (* 2004). Aus ihrer Beziehung mit dem Unternehmensberater Claus Oldörp von 2010 bis 2019 hat sie einen weiteren Sohn (* 2010). Seit der Trennung lebt sie mit ihren Kindern in Berlin-Zehlendorf.

## Karitatives Engagement
Seit 2017 ist Ruland Jubiläumsbotschafterin der v. Bodelschwinghsche Stiftungen Bethel.

## Filmografie

### Kino
- 1991: Manta Manta
- 1996: Das Zauberbuch (Kouzelny mesec)
- 1997: Der Feuervogel (Pták Ohnivák)
- 2000: Harte Jungs
- 2018: Glück ist was für Weicheier
- 2023: Manta Manta – Zwoter Teil

### Fernsehfilme
- 1991: Eureka 1250 Linien
- 1993: Bommels Billigflüge
- 1996: Die Tunnelgangster von Berlin
- 1997: Verzwickte Lügen
- 1997: Boulevard Berlin
- 1999: Zärtliche Begierde
- 1999: Nur ein toter Mann ist ein guter Mann
- 1999: Mit fünfzig küssen Männer anders
- 1999: Ein Mann steht auf
- 1999: Rivalinnen der Liebe
- 2000: Jahrestage (Vierteiler)
- 2001: Frauen, die Prosecco trinken
- 2002: Die fabelhaften Schwestern
- 2002: Drei Frauen, ein Plan und die ganz große Kohle
- 2002: Sag einfach ja!
- 2002: Ein Liebhaber zu viel ist noch zu wenig
- 2003: Vier Küsse und eine E-Mail
- 2003: Mensch Mutter
- 2003: Wunschkinder und andere Zufälle
- 2004: Verführung in 6 Gängen
- 2005: Was heißt hier Oma!
- 2005: Floridaträume
- 2006: Die Hochzeit meiner Töchter
- 2007: Das Wunder der Liebe
- 2008: Ein Ferienhaus auf Ibiza
- 2008: Das Traumpaar
- 2008: Vater aus Liebe
- 2008: Mamas Flitterwochen
- 2009: Das total verrückte Wochenende
- 2009: Plötzlich Onkel
- 2011: Sommerlicht

### Fernsehserien und -reihen
- 1991: Die lieben Verwandten (Folge Die Rückkehr der verlorenen Schwester)
- 1992–1993: Schloß Hohenstein (5 Folgen)
- 1993–1994: Macht der Leidenschaft (Family Passions)
- 1993–1998: Nicht von schlechten Eltern (3 Staffeln, 39 Folgen)
- 1994: Ein Fall für zwei (Folge Tod eines Künstlers)
- 1994: Tücken des Alltags (Folge Die ungleichen Nachbarn)
- 1996: Heimatgeschichten (Folge Ihr Geschenk)
- 1997 Evelyn Hamanns Geschichten aus dem Leben
- 1997: Großstadtrevier (Folge Die Freundin)
- 1998: A.S. – Gefahr ist sein Geschäft (Folge Daniela)
- 1998: Rosamunde Pilcher – Rückkehr ins Paradies
- 1999: Unser Charly (Folge Erste Liebe)
- 1999: JETS – Leben am Limit (Folge Pilot)
- 2000: Die Wache (Folge Kinderparadies)
- 2001: Drehkreuz Airport (12 Folgen)
- 2001: Tatort: Verhängnisvolle Begierde
- 2003: Das Traumschiff: Südsee
- 2007: Das Traumschiff – Shanghai
- 2009: Das Traumhotel – Malaysia
- 2010: SOKO Köln (Folge Mörder Alaaf!)
- 2010: SOKO Stuttgart (Folge Zahltag)
- 2011: Wilsberg: Frischfleisch
- 2014: Das Traumschiff: Perth
- 2015–2016: Matterns Revier (8 Folgen)
- 2016: Sibel & Max (Folge Ein bisschen Familie)
- 2016: Inga Lindström: Zurück ins Morgen
- 2016–2018: Blockbustaz (7 Folgen)
- 2017: Einstein (Folge Mikrowellen)
- 2017: Der Staatsanwalt (Folge Tod per Kurier)
- 2017: In aller Freundschaft (Folge 790 Eine Herzgeschichte)
- 2018: Kreuzfahrt ins Glück – Hochzeitsreise ins Piemont
- 2021: SOKO Stuttgart (Folge Liebe mit Handicap)
- 2022: Das Traumschiff – Coco Island
- 2023: Hotel Mondial (Folgen Alles auf eine Karte, Ratschläge sind auch Schläge)

### Teilnahme an Fernsehshows
- 2018: Let’s Dance (RTL)
- 2022: Ich bin ein Star – Holt mich hier raus! (RTL)
- 2024: Destination X (ProSieben)

## Auszeichnungen
- 1994: Bambi (Medien- und Fernsehpreis)